# Katherine Justice
Katherine Justice est une actrice américaine, née le 28 octobre 1942.

## Biographie

### Débuts
Katherine Justice a grandi dans l'Ohio. Elle a été brièvement Miss Ohio en 1960, mais n'a pas pu continuer la compétition car il fut découvert qu'elle avait 17 ans et l'âge requis était de 18.
Elle sort diplômée de la Carnerie Tech Drama School en 1964.

### Carrière
Katherine Justice commence sa carrière au théâtre en 1964 en tenant le rôle de Lola dans Damn Yankees au Washington Arena's stage : Lola. Elle enchaîne ensuite avec plusieurs pièces, dont l'adaptation par Charles Laughton de La Vie de Galilée de Bertold Brecht.
En 1966, elle obtient son premier rôle à la télévision dans La Grande Vallée.
L'année suivante, dans La Route de l'Ouest, elle obtient un rôle important pour ses débuts au cinéma aux côtés de Kirk Douglas, Robert Mitchum, et Richard Widmark. Elle aura un autre rôle intéressant dans Cinq cartes à abattre avec Dean Martin et à nouveau Robert Mitchum en 1968. Elle signe alors un contrat de cinq ans avec Paramount Pictures pour cinq films mais tournera ensuite rarement pour le grand écran.
C'est le pilote de la série Columbo, Inculpé de meurtre qui la révèle au grand public. Elle enchaîne avec le rôle de la fiancée du héros David Vincent, Helen, dans l'épisode de la série Les Envahisseurs L'innocent. Elle participe à un épisode de la seconde saison, Les Possédés.
Elle devient ensuite une vedette invitée régulière des séries des années 1960-80 : Le Virginien, Hawaï police d'État, Mannix, Sur la piste du crime, Cannon, Les Rues de San Francisco, Rick Hunter ou encore Dallas. Cette rousse aux traits fins devient un visage familier du petit écran. Elle mène une carrière télévisée qui évoque celle de ses consœurs de la même génération comme Lynda Day George, Diana Hyland, Marlyn Mason, Madlyn Rhue, Susan Oliver ou Christine Belford.
Elle est souvent rappelée par les producteurs pour apparaître dans les mêmes séries en jouant un rôle différent, dans le cadre d'invitée à une nouvelle saison, ce qui se produit notamment pour Les Envahisseurs, Mannix, Cannon, Gunsmoke ou encore Sur la piste du crime.
En 1974, dans l'épisode d'Hawaï police d'État Le Refoulé (Nightmare in blue), elle incarne une femme violée, Andrea Burdick, confrontée à un mari lâche qui  a honte d'elle et tente de l'empêcher de témoigner. Katherine Justice révèle dans ce personnage tout son talent d'actrice, interprétant une victime au visage tuméfié.
Katherine Justice est connue des téléspectateurs français grâce aux nombreuses rediffusions du pilote de Columbo, ainsi que de celles de sa première participation dans Les Envahisseurs, l'épisode L'Innocent (avec aussi Michael Rennie) diffusé sur la première chaîne de l'ORTF en 1969 ayant été souvent reprogrammé durant toutes les décennies 70-90, du fait de l'attachement des français à cette série peu appréciée dans son pays d'origine.
Elle se fait plus rare dans les années 90, cessant d'apparaître à la télévision après avoir tenu le rôle de Rita Jones  durant plus de cinquante épisodes  dans une série inédite en France, Dangerous Women.
Après plus de vingt ans d'absence, on la revoit dans un épisode de l'anthologie The Nevermore Chronicles qui reste sa dernière apparition à ce jour.
Divorcée, elle prend sa retraite en 2015 et se retire à Van Nuys en Californie où elle vit depuis 1993.

## Filmographie

### Cinéma
- 1967 : La Route de l'Ouest (The Way West) d'Andrew V. McLaglen : Amanda Mack
- 1968 : Cinq cartes à abattre (5 Card Stud) d'Henry Hathaway : Nora Evers
- 1972 : The Stepmother d'Howard Avedis : Margo Delgado
- 1972 : Limbo de Mark Robson : Sharon Dornbeck
- 1973 : Frasier, the Sensuous Lion de Pat Shields : Allison Stewart
- 1981 : Separate Ways d'Howard Avedis : Sheila

### Télévision

#### Téléfilms
- 1975 : Dead Man on the Run de Bruce Bilson : Libby Stockton
- 1979 : Captain America 2 (Captain America II: Death Too Soon) d'Ivan Nagy : Helen Moore[13]
- 1981 : L'Éternel soupçon (A Gun in the House) de Ivan Nagy : Andrea Freemont
- 1982 : Bush Doctor de Ron Satlof : Samantha

#### Séries télévisées
- 1966 : La Grande Vallée (The Big Valley) (saison 1, épisode 27 : De l'Or et du Plomb) : Melanie De Land
- 1966 : Preview Tonight (saison 1, épisode 04 : Roaring Camp) : Rachel
- 1967 : Le Cheval de fer (The Iron Horse) (saison 1, épisode 20 : The Bridge at Forty-Mile) : Kat Preston
- 1967 : Match contre la vie (Run for Your Life) (saison 3, épisode 02 : La princesse) : Princess Ingrid
- 1967 : Judd for the Defense (saison 1, épisode 08 : Death from a Flower Girl) : Wendy Lukas
- 1967 - 1968 : Les Envahisseurs (The Invaders) : Helen, la fiancée de David Vincent-Épisode:L'innocent
  - (saison 1, épisode 10 : L'Innocent) : Helen
  - (saison 2, épisode 17 : Les Possédés) : Janet Garner
- 1967 - 1972 : Sur la piste du crime (The F.B.I.) :
  - (saison 3, épisode 12 : The Legend of John Rim) : Uli Rim
  - (saison 5, épisode 18 : Conspiracy of Corruption) : Laurel Wyant
  - (saison 7, épisode 18 : Judas Goat) :
  - (saison 8, épisode 14 : The Outcast) : Ellen Conway
- 1968 : Columbo (Pilote No1 : Inculpé de meurtre) : Joan Hudson
- 1968 : Le Virginien (The Virginian) (saison 7, épisode 08 : Ride to Misadventure) : Ruby French
- 1969 : Le Ranch (saison 2, épisode 10 : Legacy) : Julie
- 1969 - 1972 : Gunsmoke (6 épisodes) : Beth Tilton / Clarabelle / Beth Tipton / ...
- 1969 - 1975 : Mannix :
  - (saison 3, épisode 08 : Une mémoire défaillante) : Maggie Wells
  - (saison 4, épisode 13 : Duo pour trois) : Ellen Gray
  - (saison 8, épisode 19 : Quartet for a Blunt Instrument) : Holly
- 1970 : The Psychiatrist (épisode pilote : God Bless the Children (Pilot)) : Persephone
- 1971 : Nanny et le professeur (Nanny and the Professor) (saison 2, épisode 14 : A Diller, a Dollar) : Laurel
- 1971 : Storefront Lawyers (saison 1, épisode 22 : This Money Kills Dreams) : Norma Andrews
- 1971 : Bearcats! (saison 1, épisode 04 : The Feathered Serpent) : Hilda
- 1972 : Docteur Marcus Welby (Marcus Welby, M.D.) (saison 4, épisode 07 : The Wednesday Game) : Morgan Ellis
- 1972 - 1976 : Cannon :
  - (saison 1, épisode 19 : L'Imposteur) : Meg Warren
  - (saison 2, épisode 12 : La Partie de chasse) : Liza Carter
  - (saison 5, épisode 18 : Scandale à la une) : Julie Foster
- 1973 - 1977 : Barnaby Jones :
  - (saison 2, épisode 04 : The Day of the Viper) : Liza Mills
  - (saison 3, épisode 20 : Doomed Alibi) : Shirley Jennings
  - (saison 5, épisode 11 : Sister of Death) : Suzanne Montaigne
  - (saison 6, épisode 01 : Death Beat) : Libby Price
- 1974 : The New Perry Mason (saison 2, épisode 15 : The Case of the Violent Valley) : Maggie Lawson
- 1974 : Le Magicien (The Magician) (saison 1, épisode 15 : L'énigme du palace flottant) : Sandra Cassidy
- 1974 : Hawaï police d'État (Hawaii Five-O) (saison 6, épisode 21 : Le Refoulé) : Andrea Barone[10]
- 1974 : Les Rues de San Francisco (The Streets of San Francisco) (saison 2, épisode 20 : Le Feu dans la ville) : Katherine Wallach
- 1974 : Doc Elliot (saison 1, épisode 08 : A Time to Live) : Pamela Barrows
- 1974 : The Fisher family (épisode : The Harder they fall) : Liv Anderson
- 1974 : Le Justicier (saison 1, épisode 05 : Trackdown) : Esther Cotton
- 1975 : Harry O (saison 1, épisode 14 : The Last Heir) : Anne
- 1975 : Insight (épisode du 24 mars 1975 : The Pendulum) : Lorelei
- 1975 : Matt Helm (saison 1, épisode 01 : Dead Men Talk) : Paula
- 1975 - 1978 : Sergent Anderson (Police Woman) : Mary Ann Webster
  - (saison 1, épisode 18 : No Place to Hide)
  - (saison 4, épisode 19 : Une ombre sur la mer)
- 1977 : Haine et Passion (Guiding Light) : Hope Bauer Spaulding #6
- 1977 : Voyage dans l'inconnu (saison 1, épisode 04 : The Nomads) : Barbara
- 1977 : Section contre-enquête (saison 1, épisode 19 : The People Mover) : Jennie Lawrence
- 1979 : Ryan's Hope : Dr Faith Coleridge
  - (saison 1, épisode 932)
  - (saison 1, épisode 934)
  - (saison 1, épisode 936)
- 1980 : The Misadventures of Sheriff Lobo (saison 1, épisode 11 : Hail! Hail! The Gang's All Here) : Toni Moore
- 1980 : Freebie and the Bean (saison 1, épisode 01 : The Seduction of the Bean) : Marsha
- 1981 : L'Homme à l'orchidée (Nero Wolfe) (saison 1, épisode 01 : Les Araignées d'or) : Angela Bell
- 1981 - 1982 : Quincy (Quincy, M.E.) :
  - (saison 6 épisode 11 : Scream to the Skies) : Holly Mahoney
  - (saison 7, épisode 11 : When Luck Ran Out) : Annie O'Connor
- 1982 - 1983 : Falcon Crest (9 épisodes) : Sheila Hogan
- 1983 : Loterie (Lottery!) (saison 1, épisode 07 : Kansas City: Protected Winner)
- 1983 - 1984 : Hooker (T. J. Hooker) : Dr Joan Wagner
  - (saison 3, épisode 04 : Le Grand Chef)
  - (saison 3, épisode 13 : L'Assassin au double visage)
- 1984 : Tonnerre de feu (Blue Thunder) (saison 1, épisode 04 : Revenge in the Sky) : Kate Cunningham
- 1985 : Simon et Simon (Simon & Simon) (saison 5, épisode 05 : Le Crâne de Nostradamus) : Donna Bertolli
- 1986 : Rick Hunter (Hunter) : Shirley Humphreys
  - (saison 2, épisode 20 : La Belle et le Mort [1/2])
  - (saison 2, épisode 21 : La Belle et le Mort [2/2])
- 1989 : Alien Nation (saison 1, épisode 12 : The Red Room) : Dr Marcie Wright
- 1991 : Dallas (saison 14, épisode 22 : Le Voyage (1/2)) : Alice Kingdom
- 1991 : The New Adam-12 (épisode : Playing with fire) : Mrs. Hutchinson
- 1991-1992 : Dangerous Women  52 épisodes : Rita Jones
- 1989-1993 : Des jours et des vies (Days of our Lives) 10 épisodes : Jane/Dr. Eleanor Smith
- 2015 : The Nevermore Chronicles (épisode : Lousy Psychic) : Madame Mocny

#### Show télévisés
- 1991 : New York at Night Starring Clint Holmes, émission du 13 novembre 1991 : elle-même
- 1991 : The Richard Bey Show, émission de février 1992 : elle-même
- 2020 : Les Chroniques du Méa (images d'archives de son rôle dans Columbo (Pilote No1 : Inculpé de meurtre)

## Théâtre
- 1964 : Damn Yankees au Washington Arena's stage : Lola
- 1964 : La Vie de Galilée de Bertold Brecht mise en scène de Edwin Sherin (en)  - Arena Stage Theatre, Washington, avec Dana Elcar.
- 1964 : He Who Gets Slapped
- 1964 : Heartbreak House
- 1964 : Hard Travelin'
- 1965 : Nobody Loves an Albatross

## Vie privée
Mariée à James Clarence Brown Jr. - divorcée

## Informations supplémentaires
Le site américain de cinéma Rotten Tomatoes  estime que Katherine Justice, malgré ses nombreux premiers rôles, n'est jamais parvenue à se faire un nom.
Elle est surnommée aux Etats-Unis Kathy Justice.
Cet article est partiellement traduit du Wikipédia américain.